# グラシオーザ島

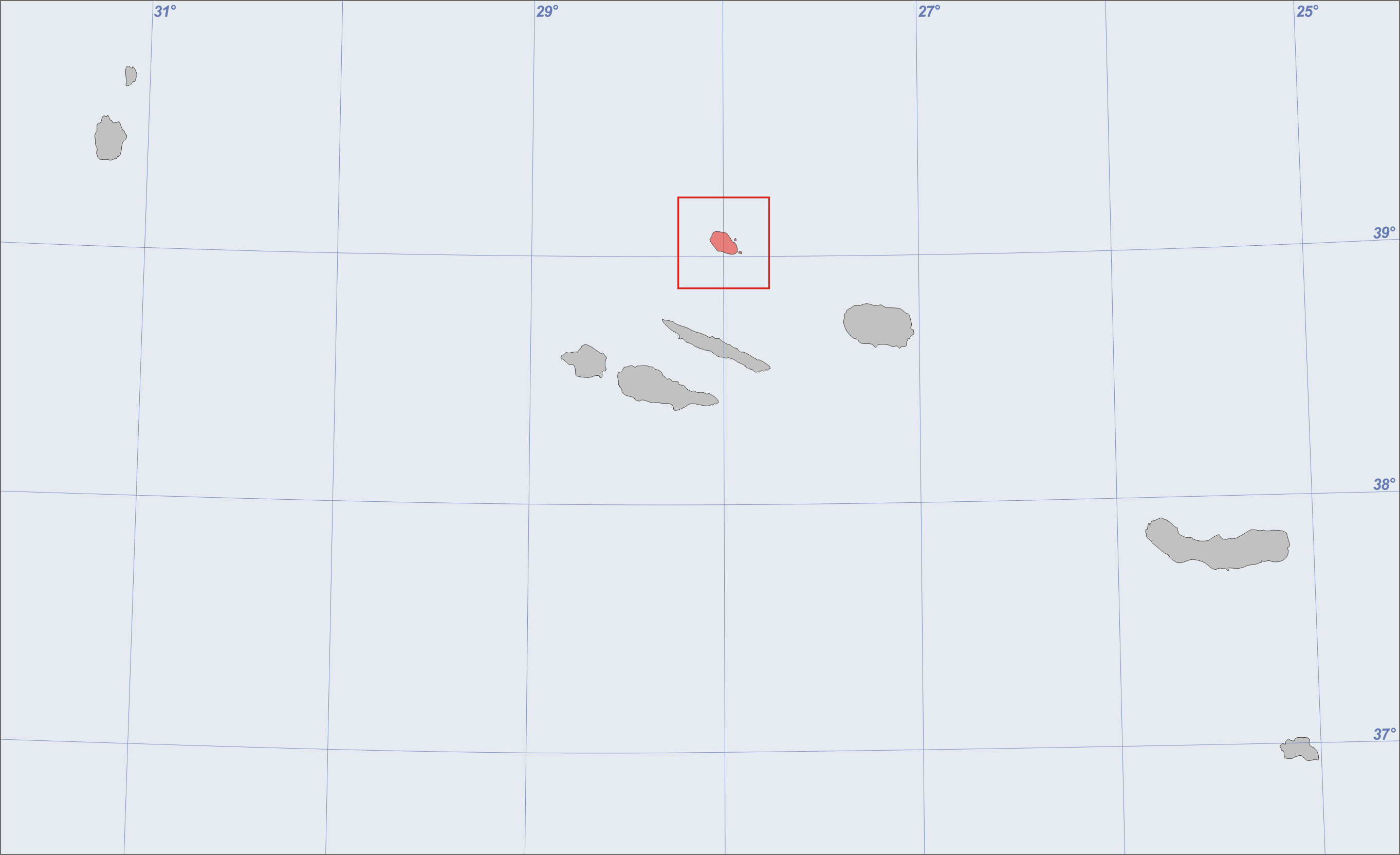
グラシオーザの位置

グラシオーザ島 （Graciosa、gɾɐsi'ɔzɐ）は、ポルトガル、アゾレス諸島の島。諸島では2番目に小さい島であり、『白い島』として知られている。楕円形の島で、島全体が大きな成層火山である。島南部は、1.6kmの広さのカルデラのグラシオーザ・カルデラが占めている。グラシオーザにある自治体は、サンタ・クルス・ダ・グラシオーザ1つのみで、人口は4,780人（2001年）である。

## 概要
グラシオーザ島はアゾレス諸島で最も平らな島で、最高点の標高は405 mしかない。
1450年5月2日、モンテモル＝オ＝ヴェーリョ（現在コインブラ県の町）出身のヴァスコ・ジル・ソードレによって発見された。彼はテルセイラ島からやってきて、家族と共にグラシオーザへ定住した。

## 自然
グラシオーザとは、『魅惑的な』を意味する。島の光景は、村々と孤立した家々の白さが牧場の緑と混ざり合っている。肥沃な平地では多種の果物、ワイン、牧草だけで育ったウシ、賞を獲得したチーズなど、多くのものが生産されている。
ヴィラ・デ・サンタ・クルス近郊にある広大な面積は、岩だらけの形状をしており、クジラに似た形態を持つ。
火山によってできたグラシオーザ島は南部にきわだった起伏がある。硫黄を含む洞窟のフルナ・ド・エンソフレ（Furna do Enxofre）は、世界でも珍しい現象である。
東岸のプライアの沖合にあるプライア島には多様な海鳥のコロニーおよび植生があり、自然保護区に指定されている。
グラシオーザ島および周辺の海域にはマカロネシアの固有種のセグロミズナギドリ、モンテイロウミツバメなどの海鳥およびアゾレスヤマコウモリ、マデイラアブラコウモリなどのコウモリが生息している。2007年にユネスコの生物圏保護区に指定された。また、グラシオーザ・カルデラは2008年にラムサール条約登録地となった。

## 交通

### 空港
- グラシオーザ空港（英語版）

## ギャラリー

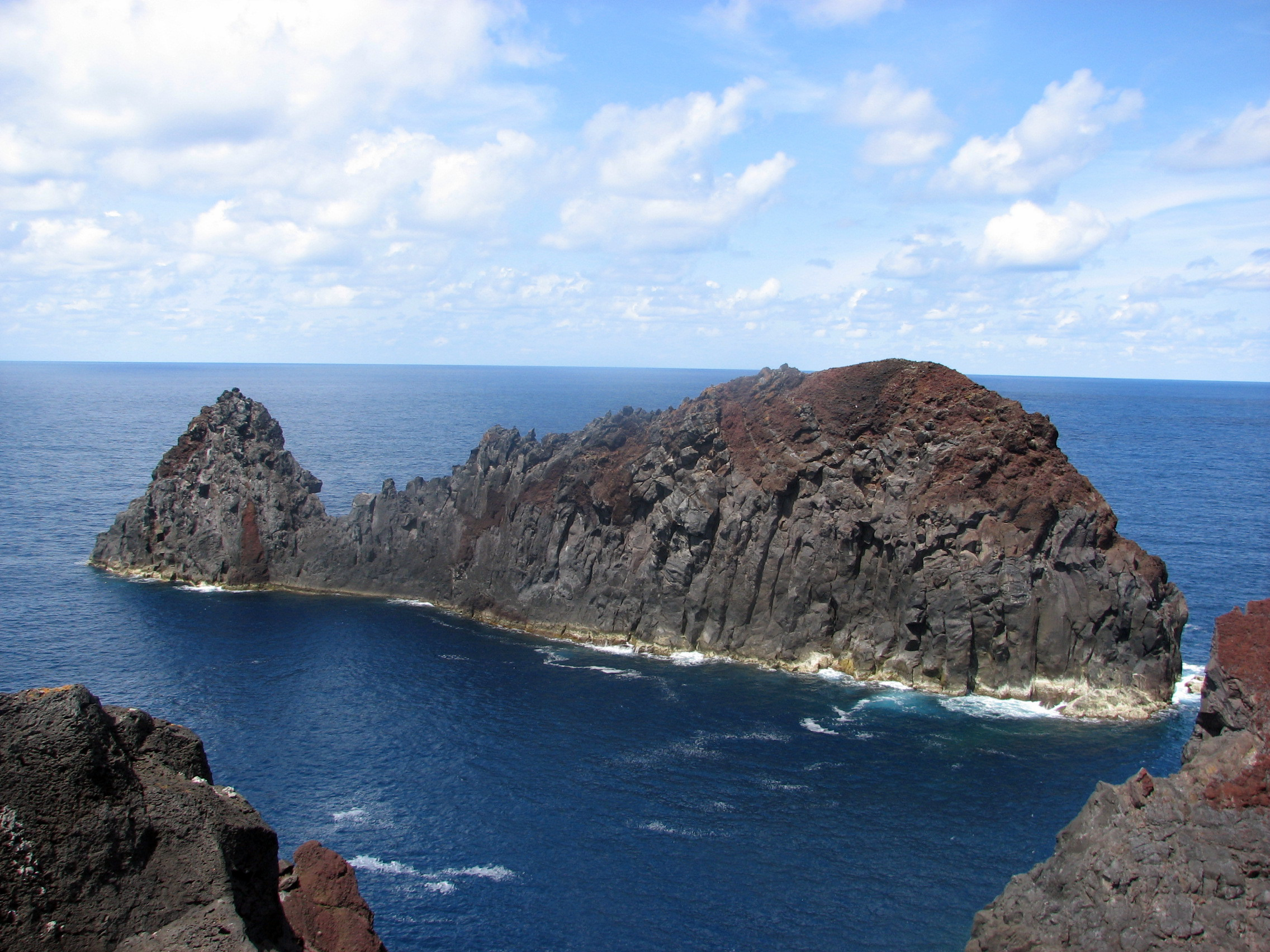
ポンタ・ダ・バルカ（ポルトガル語版）
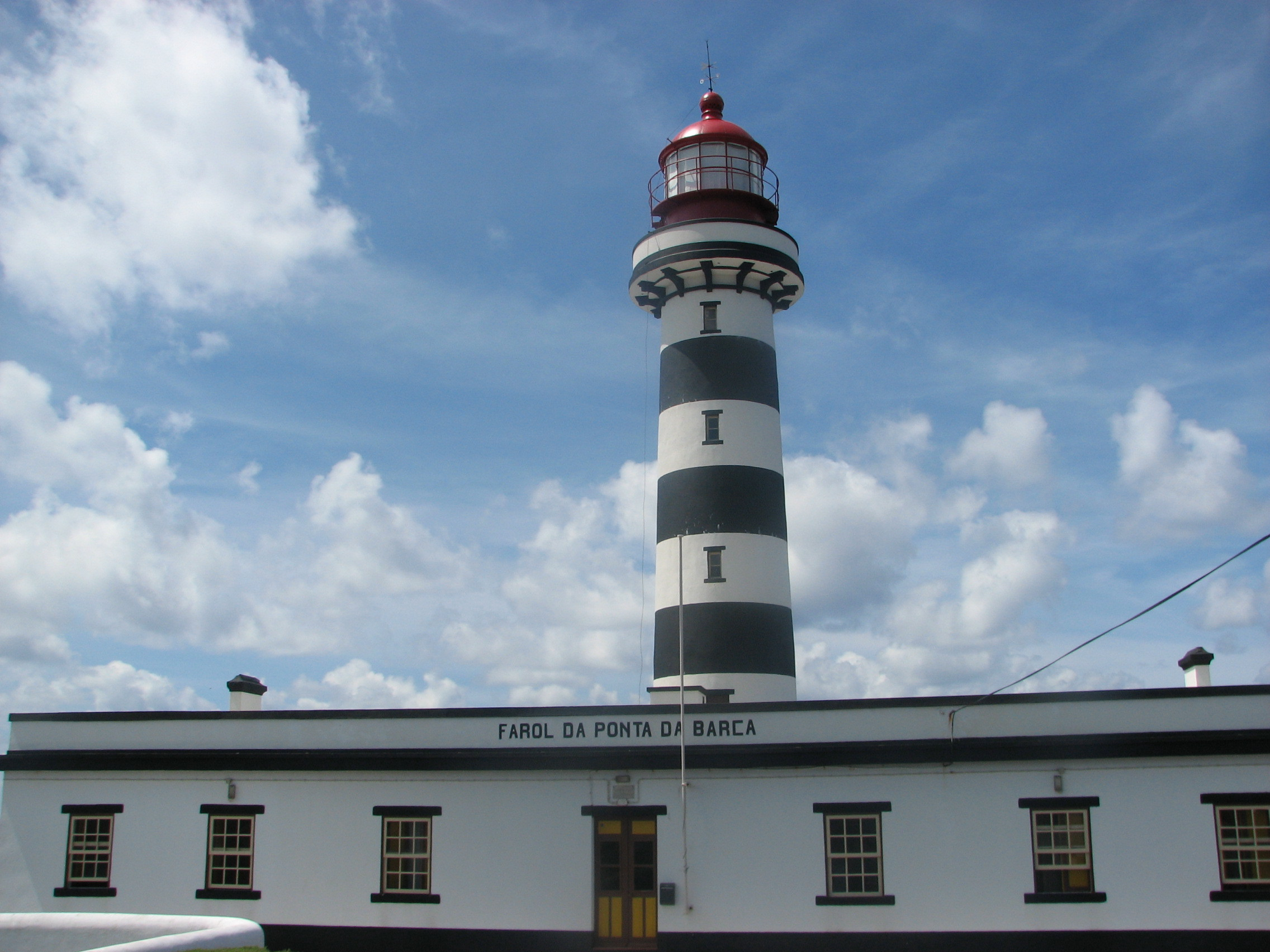
ポンタ・ダ・バルカ灯台（ポルトガル語版）
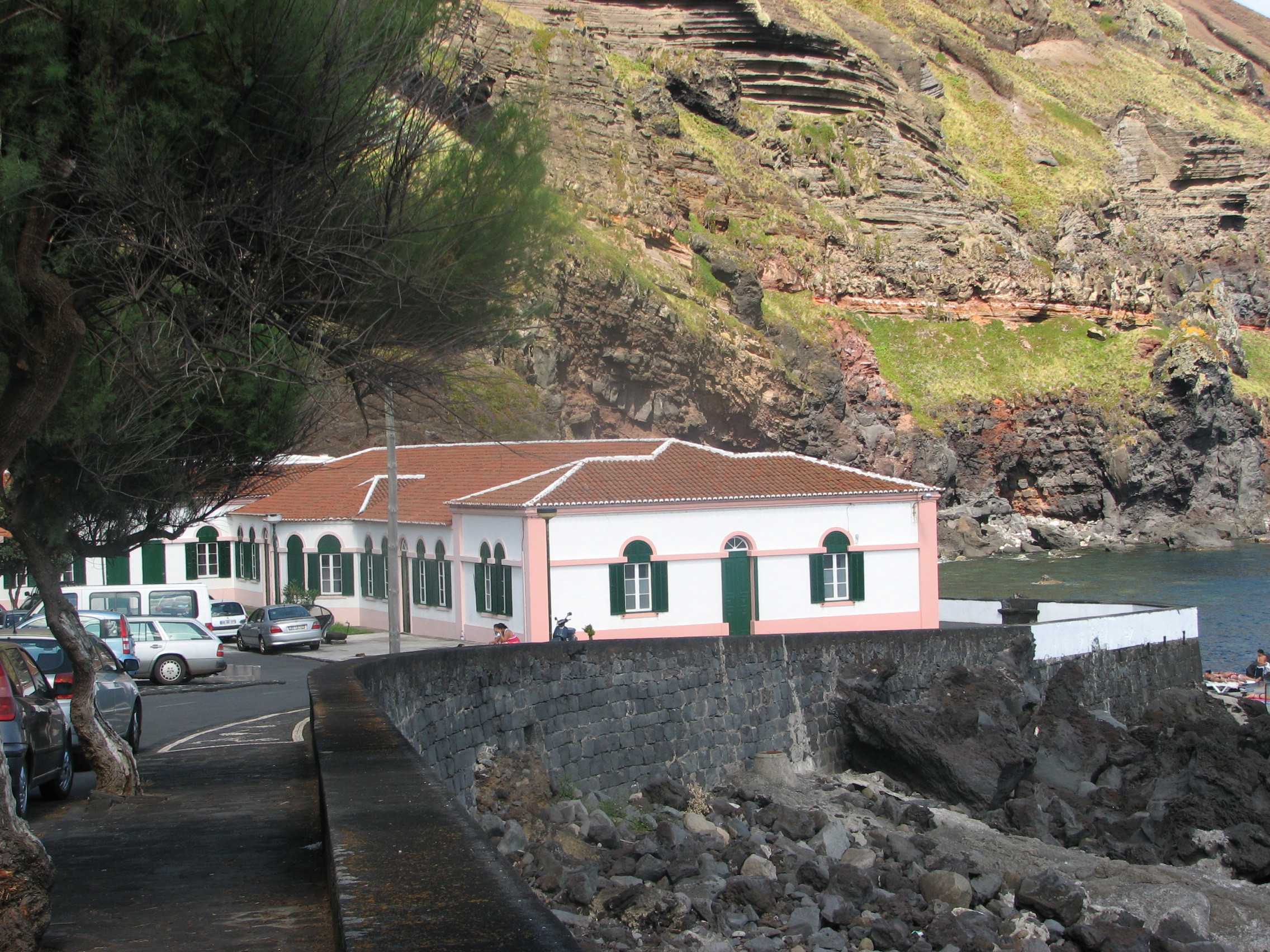
カラパチョ温泉（ポルトガル語版）
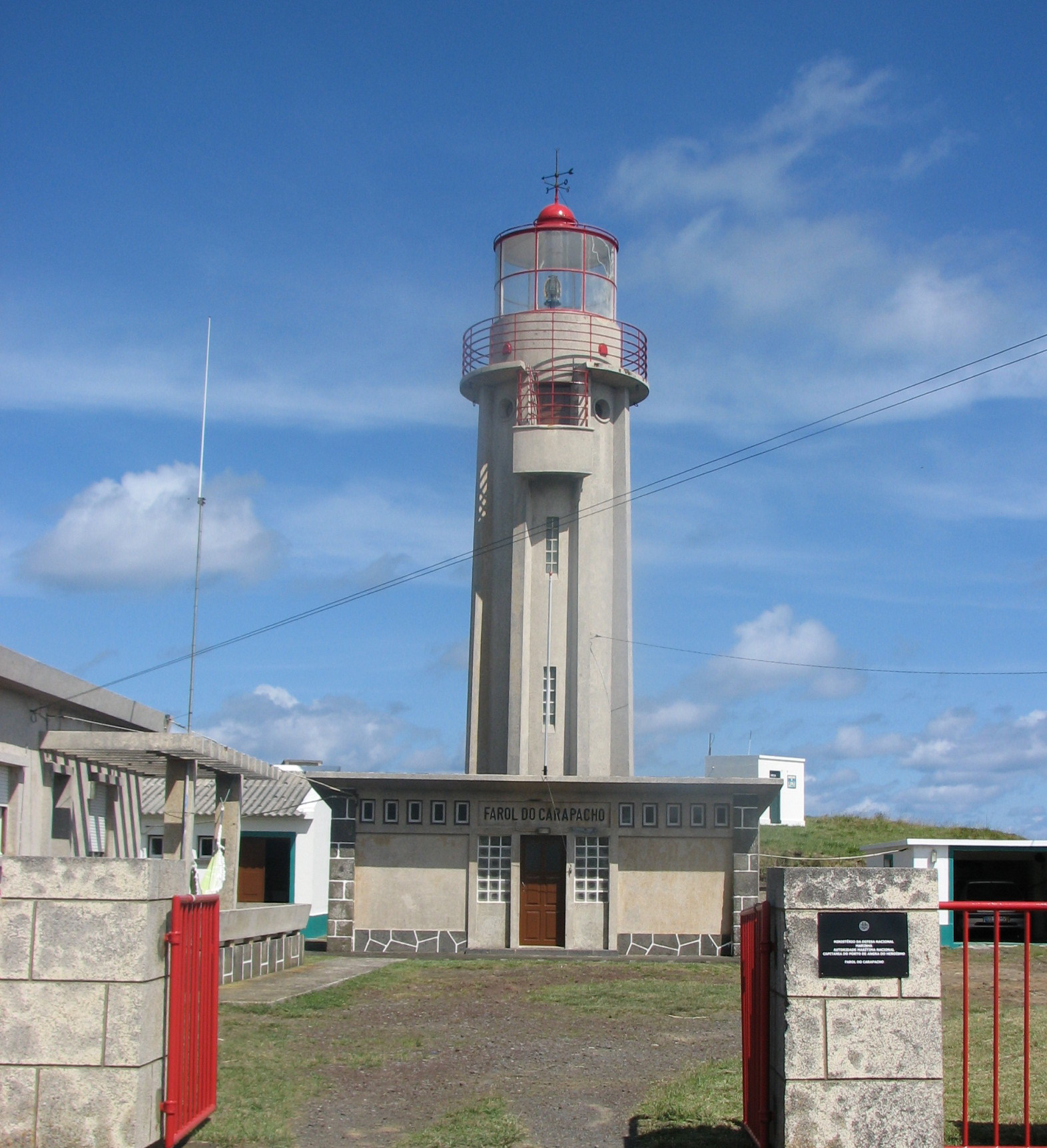
ポンタ・ド・カラパショ灯台（ポルトガル語版）

## 参照
- Scarth, Alwyn; Tanguy, Jean-Claude (2001). Volcanoes of Europe. Oxford University Press. pp. 243 pp. ISBN 0-19-521754-3